# Джон Тарас
Джон Тарас (Іван Тарасенко, англ. John Taras; 18 квітня 1919, Нью-Йорк, США — 2 квітня 2004, Нью-Йорк, США — американський балетний танцівник та хореограф українського походження.
Народився в Нью-Йорку в родині українських емігрантів. З 9 років танцював в українському народному ансамблі. З 16 років навчався у М. Фокіна та інших чудових танцівників Маріїнського театру, які в 30-і роки викладали в Школі американського балету (School of American Ballet).
З 1940 працював у багатьох трупах, де зустрічався з Джорджом Баланчиним, Б. Ніжинською, А. Де Мілль, Е. Тюдором.
З 1948 по 1959 був директором і хореографом Гран Балі дю Маркіз де Куевас, поставив для трупи 8 балетів. З 1959 по 1964, на запрошення Дж. Баланчина, став хореографом і репетитором в Нью-Йорк Сіті Баллє, де брав участь в роботі над багатьма виставами; готував «Сомнамбулу», «Пісню солов'я», та інші балети до фестивалю Стравінського; «Дафніса і Хлою» — до фестивалю Равеля, «Спогади про Флоренцію» — до фестивалю Чайковського. У 1969-70 рр. керував балетом Паризької Опери.
У 1970—1972 рр. — був директором і художнім керівником балету Берлінської опери (Західний Берлін), де працював, зокрема з М. Макаровою, над «Весною Священною». Потім на запрошення М. Баришнікова став заступником художнього керівника Американського Театру Балету (American Ballet Theatre).
1985 р. нагороджений французьким орденом Мистецтва та Літератури, а 1989 р. — призом Міжнародного фестивалю танцю в Чикаго.
1988 р. спільно з Р. Баклі опублікував біографію Дж. Баланчина.